# Brieva
Brieva es un municipio y localidad española de la provincia de Segovia, en la comunidad autónoma de Castilla y León. Cuenta con una población de 86 habitantes (INE 2024).

## Toponimia
Su nombre ha sido Brieva al menos desde el siglo XIII. Hay teorías que señalan que procede del céltico briva ‘puente’ o del latín brevia ‘vados’. Sin embargo, su origen probablemente está en el latín vêpres, is ‘espino, abrojo, zarza’, con la posterior evolución fonética vêpra > vebra > vreba > vrieba.
Puede ser una repoblación realizada desde Brieva de Cameros (La Rioja) o Brieva de Juarros (Burgos), aunque es probable que sus repobladores procedieran de la primera, en las Siete Villas al sur de La Rioja. Su significado etimológico es muy común por lo que, en lugar de hacer referencia al origen de sus repobladores, también pudo ser una aldea fundada en un lugar con zarzas.

## Geografía

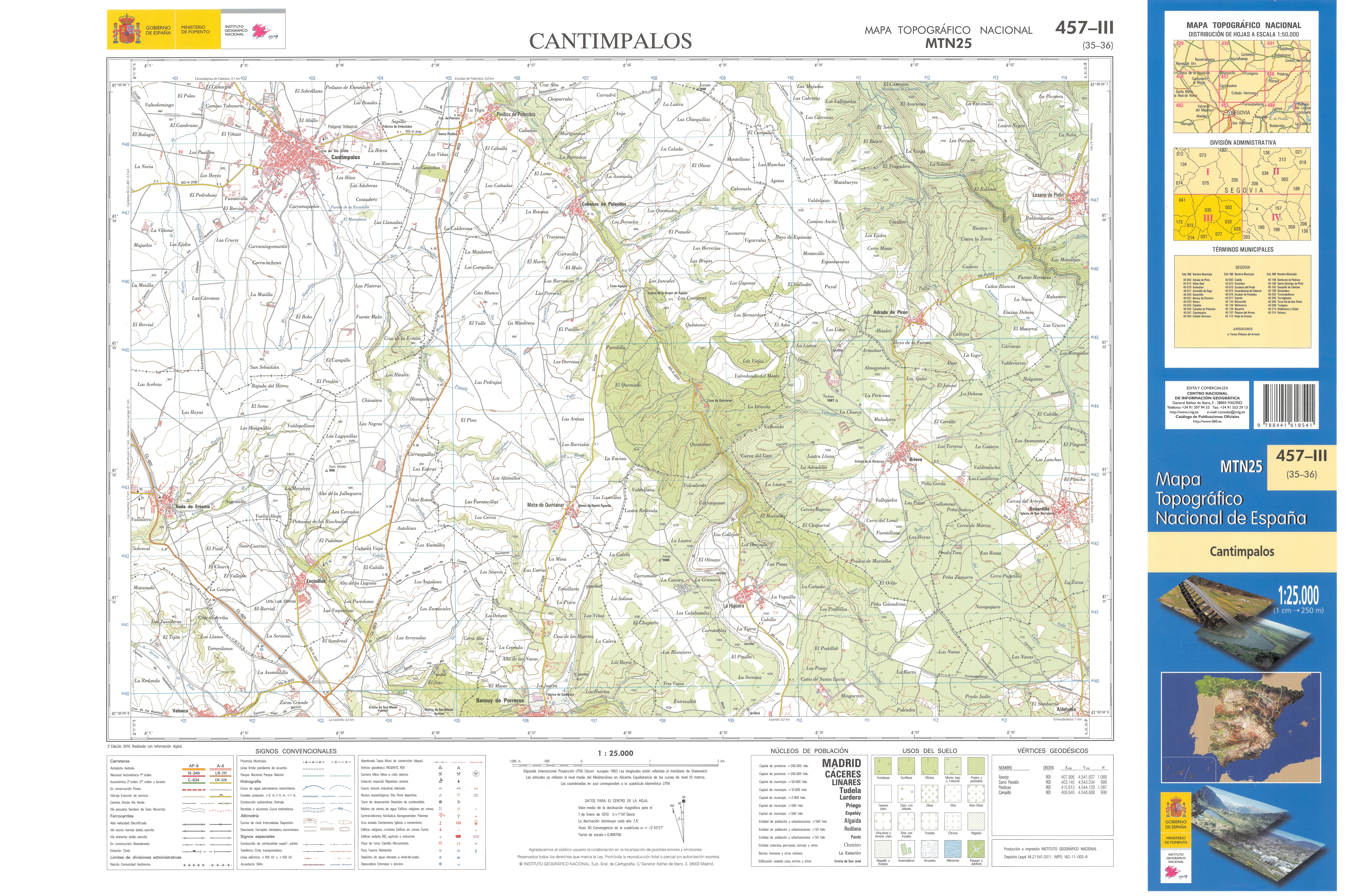
Fragmento de la hoja 457 del Mapa Topográfico Nacional de España de 2010 en el que se representa parte de Brieva

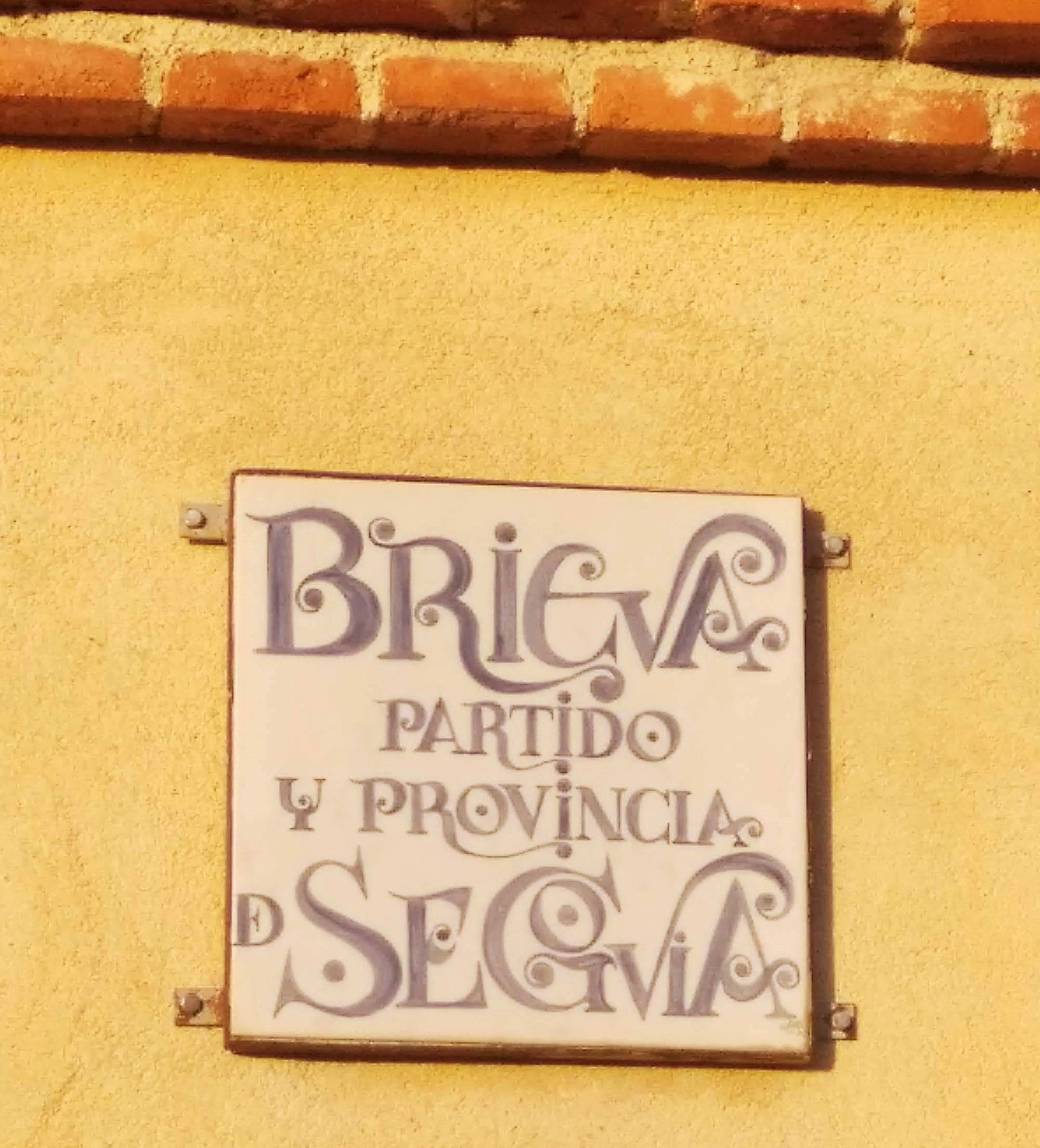
Inscripción antigua sobre Brieva en una choza

Se encuentra cerca de la capital provincial, Segovia, entre las localidades de Adrada de Pirón, Basardilla y La Higuera. Está a una altitud de 1089 metros sobre el nivel del mar.
El término municipal, que ocupa una superficie de 13,7 km², incluye el despoblado de Adradilla.
| Noroeste: Cabañas de Polendos       | Norte: Adrada de Pirón | Noreste: Torreiglesias, enclave de Tenzuela (Pelayos del Arroyo) |
| Oeste: Cabañas de Polendos, Espirdo |                        | Este: Santo Domingo de Pirón                                     |
| Suroeste: Espirdo, Basardilla       | Sur: Basardilla        | Sureste: Basardilla                                              |

## Historia
Formó parte del Sexmo de San Lorenzo en la Comunidad de Ciudad y Tierra de Segovia.

## Demografía
Cuenta con una población de 86 habitantes (INE 2024).
| Gráfica de evolución demográfica de Brieva entre 1828 y 2021 |
| |
| Población según el Diccionario geográfico-estadístico de España y Portugal de Sebastián Miñano. Población de derecho según los censos de población del INE. Población de hecho según los censos de población del INE. |

## Autobuses

Plano Metropolitano Segovia donde aparecen las líneas a su paso por Brieva

Brieva forma parte de la red de transporte Metropolitano de Segovia.
| Línea | Trayecto                                                                                              |
| ----- | --- |
| M5    | Santo Domingo de Pirón - Segovia (por Bellavista, Tizneros, Espirdo, La Higuera, Brieva y Basardilla) |

## Símbolos
El escudo heráldico y la bandera que representan al municipio fueron aprobados oficialmente el 2 de julio de 2021. El escudo se blasona de la siguiente manera:

Escudo español medio cortado y partido: Primero de azur, el Crucero de la Plaza Mayor, de plata; segundo de oro, flor de lino en su color, botonada de plata y tallada de sinople; tercero de gules, acueducto de dos órdenes de plata, mazonado de sable; en punta, diez peñascos de plata. Al timbre, corona real española cerrada.
Boletín Oficial de Castilla y León n.º 127/2021 de 2 de julio de 2021

La descripción textual de la bandera es la siguiente:

Bandera de paño rectangular de proporciones 3:2 (largo por ancho); fondo azul, con el Escudo Heráldico Municipal en el centro.
Boletín Oficial de Castilla y León n.º 127/2021 de 2 de julio de 2021

## Administración y política
Lista de alcaldes
| Periodo   | Nombre                               | Partido       |
| --------- | ------------------------------------ | ------------- |
| 1979-1983 | Alejandro Cardiel Gil                | UCD           |

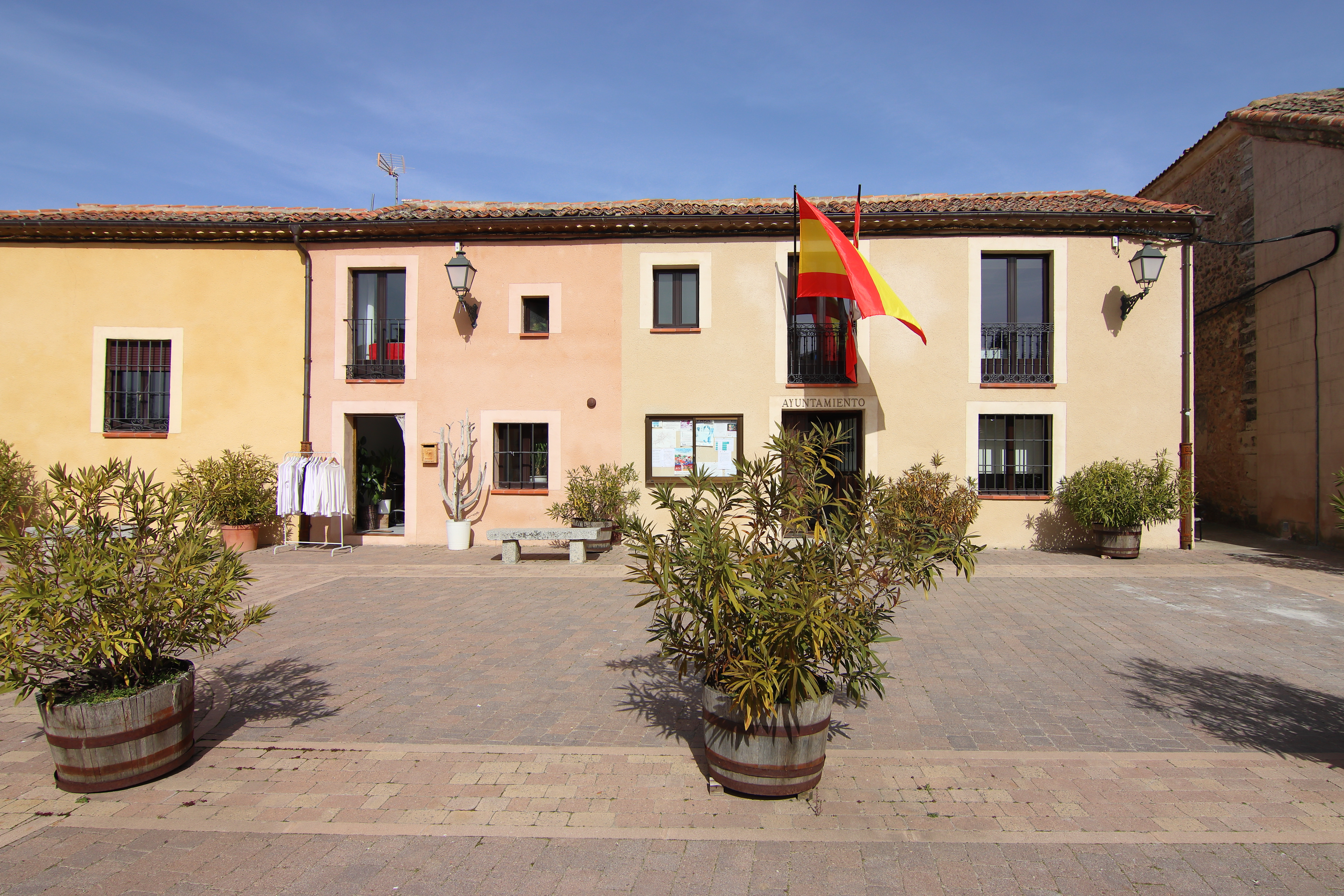
Casa consistorial

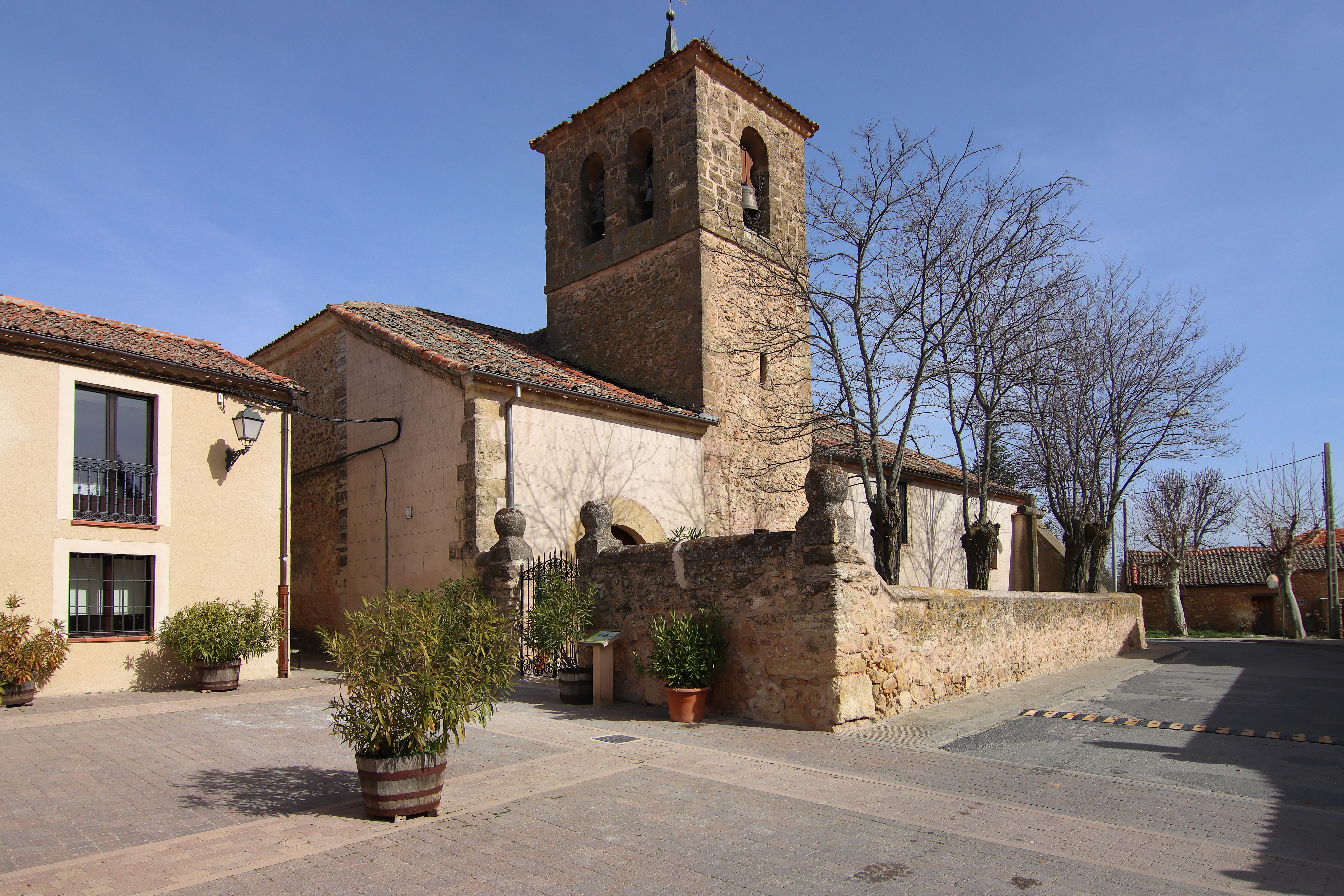
Iglesia de Santiago Apóstol

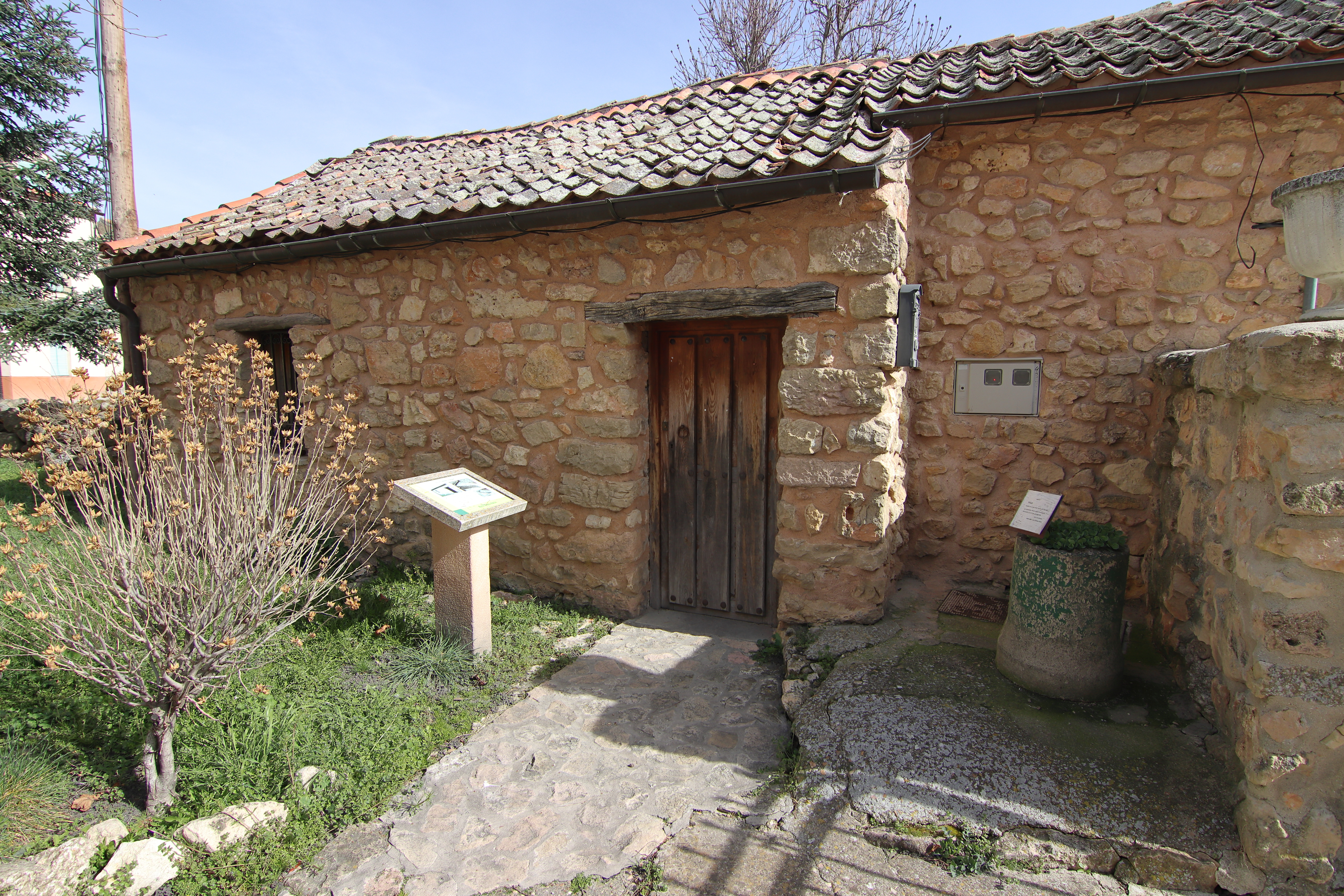
Fragua

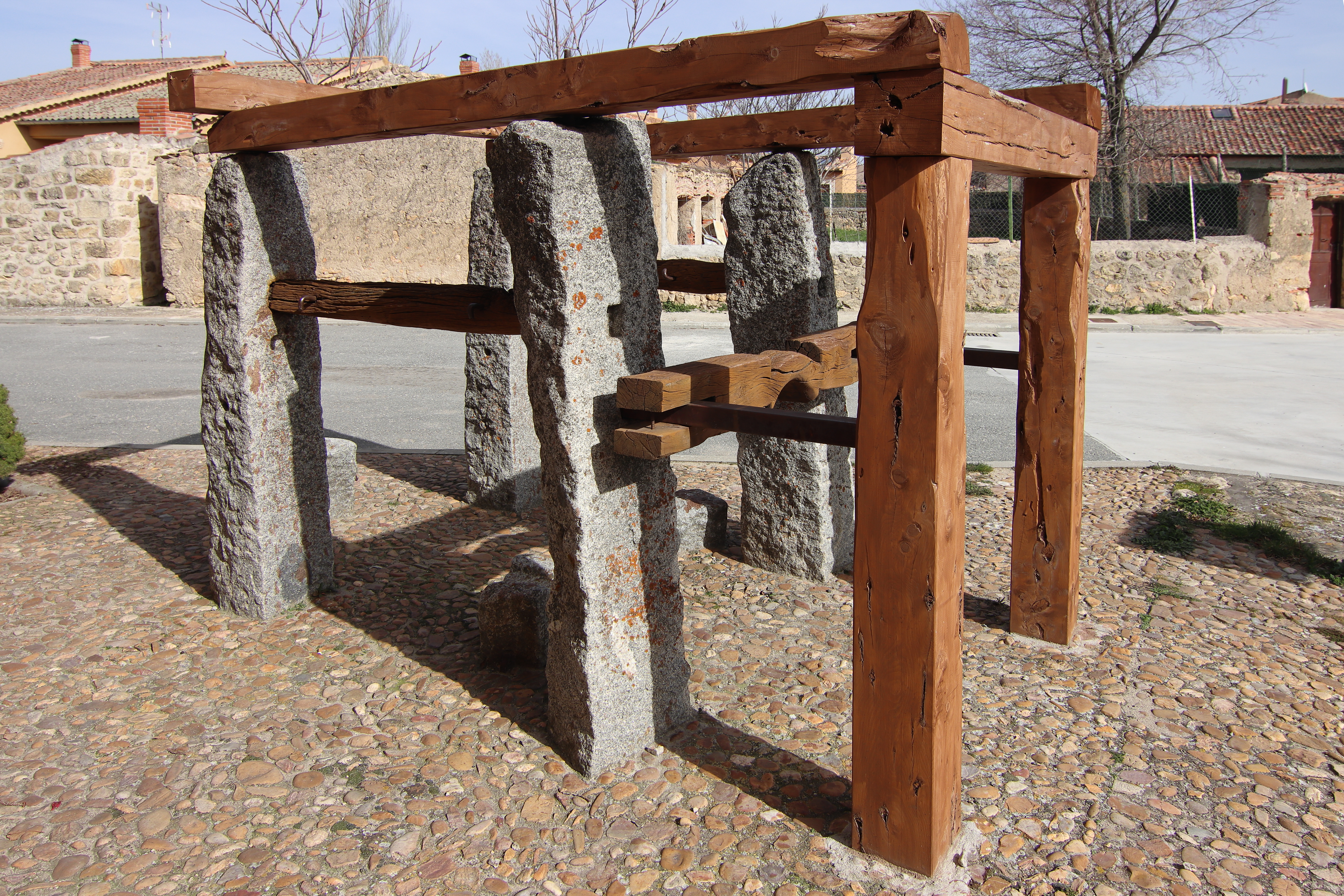
Potro de herrar

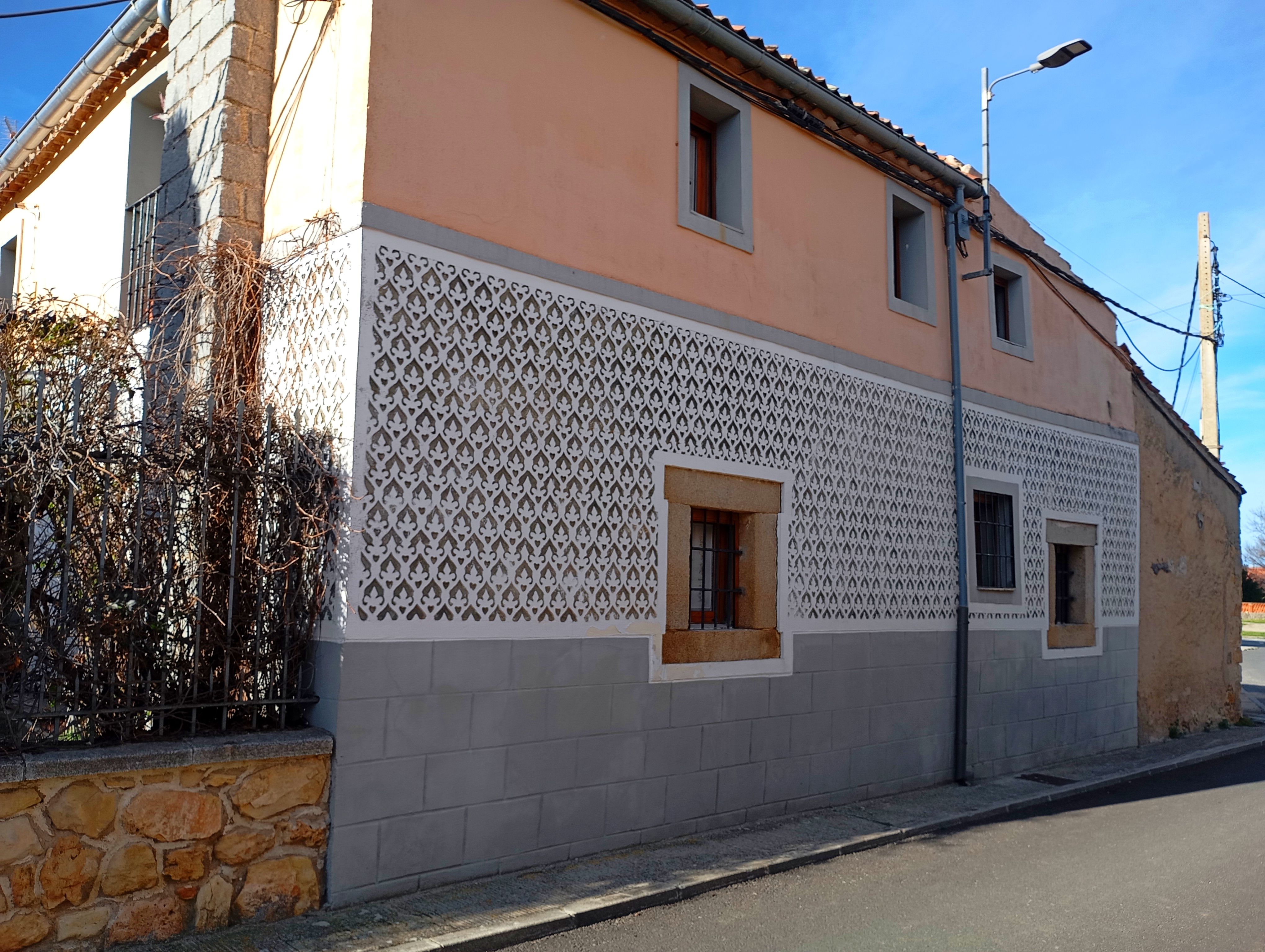
Fachada decorada con típico esgrafiado segoviano

| 1983-1987 | Fernando Mª Gruber Gamechogoicoechea | PSOE          |
| 1987-1991 | Evaristo Otones Pedro                | Independiente |
| 1991-1995 | Pablo Martín Martín                  | PP            |
| 1995-1999 | Pablo Martín Martín                  | PP            |
| 1999-2003 | Pablo Martín Martín                  | PP            |
| 2003-2007 | Nicolás Herranz Redondo              | PP            |
| 2007-2011 | Nicolás Herranz Redondo              | PP            |
| 2011-2015 | Nicolás Herranz Redondo              | PP            |
| 2015-2019 | Nicolás Herranz Redondo              | PP            |
| 2019-2023 | María del Pilar Martín San Pedro     | PP            |
| 2023-act. | María del Pilar Martín San Pedro     | PP            |

## Cultura

### Patrimonio
- Iglesia de Santiago Apóstol.
- Crucero de piedra en la Plaza Mayor con una inscripción antigua en su pie.
- Antigua fragua.[12]
- Potro de herrar.
- Parque del Sexmo de San Lorenzo.
- Arquitectura tradicional típica con esgrafiado segoviano.[13]Casa azul de Lucía Bosé
- Casa azul de Lucía Bosé;[14]

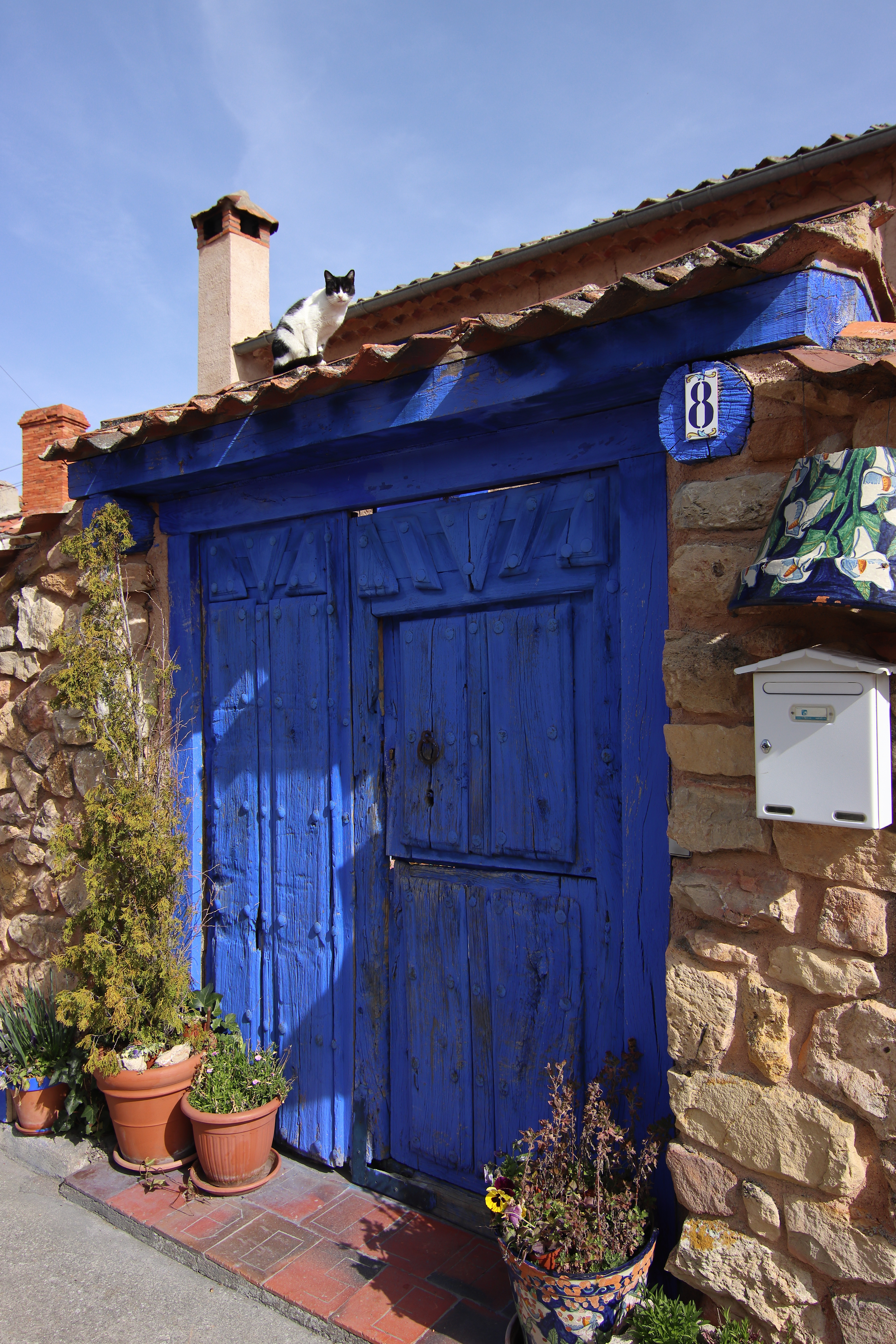
Casa azul de Lucía Bosé

- Ermita de las Cinco Llagas o de la Veracruz, junto al cementerio municipal, ha sido restaurada recientemente.[7]

### Fiestas
- Santa Águeda, el 5 de febrero.
- San Isidro labrador, el 15 de mayo
- San Antonio de Padua, el 13 de junio.
- Natividad de Nuestra Señora, el fin de semana más próximo al 8 de septiembre.
- Fiesta de La Traslación, el 13 de diciembre, celebra el paso de los restos de Santiago apóstol por la localidad de camino a Santiago de Compostela.
- Festival Poético del Panduro, fin de semana de agosto o septiembre, cuenta con recitales de poesía, performances y actuaciones infantiles entre otros eventos.[15]